# Nymphargus cristinae
Espèce
Synonymes
- Cochranella cristinae Ruiz-Carranza & Lynch, 1995

Statut de conservation UICN

 EN  : En danger
Nymphargus cristinae est une espèce d'amphibiens de la famille des Centrolenidae.

## Répartition
Cette espèce est endémique du département d'Antioquia en Colombie. Elle se rencontre à Urrao de 2 330 à 2 490 m d'altitude sur le versant Ouest de la cordillère Occidentale.

## Description
Les mâles mesurent de 26,0 à 31,1 mm et les femelles jusqu'à 29,7 mm.

## Étymologie
Cette espèce est nommée en l'honneur de María Cristina Ardila-Robayo.

## Publication originale
- Ruiz-Carranza & Lynch, 1995 : Ranas Centrolenidae de Colombia VI. Cuatro nuevas especies de Cochranella de la Cordillera Occidental. Lozania, vol. 63, p. 1-15.